# Krister Clerselius
Nils Krister Clerselius, född 21 maj 1948 i Norrköping, är en svensk före detta friidrottare (110 meter häck). Han tävlade för Malmö AI och vann SM på 110 meter häck år 1973 till 1975. Främsta internationella merit är en 6:e plats på 60 meter häck vid Inomhus-EM i Göteborg 1974.

## Personliga rekord
| Utomhus - 110 meter häck – 14,08 (Stockholm 1 september 1973) - 400 meter häck – 51,79 (Helsingborg 10 augusti 1974) | Inomhus - 60 meter häck - 8,01 (Göteborg 10 mars 1974) |